# El Capitán Trueno y el Santo Grial
Capitán Trueno y el santo grial es una película española que se estrenó en 2011. Es una adaptación del famoso cómic español El capitán Trueno, de gran popularidad en España en los años 1960 —ediciones en blanco y negro— y también en los años 1980 —ediciones en color—. Fue dirigida por Antonio Hernández Núñez y los papeles protagonistas corrieron a cargo de Sergio Peris-Mencheta y Natasha Yarovenko. La película tuvo una recepción discreta en taquilla y se granjeó en general malas críticas.

## Antecedentes
Antes de este proyecto, hubo otros con la intención de llevar al Capitán Trueno del cómic a la gran pantalla, pero por diversos problemas no fructificaron:
A finales del siglo XX, el director Juan Piquer Simón no vio consumar su idea de llevar al Capitán Trueno al cine debido a las críticas que sufrió su proyecto o a la falta de presupuesto. En una entrevista el propio Piquer explicó que ya habían redactado el guion y que el protagonista habría sido Michael Paré.
En 2000, Juanma Bajo Ulloa escribió un guion y se lo entregó a Filmax. Las desavenencias —el presupuesto original consensuado ascendía a los 5'5 millones de dólares y al parecer se iban recortando a medida que avanzaba el proyecto, sin contar con el consentimiento del propio Bajo Ulloa— provocaron la cancelación de la película. A pesar de todo en el año 2000 llegó a ser presentada en el Festival de Cine de San Sebastián. Se dice que pudo deberse a un posible intento de Bajo Ulloa de «actualizar moralmente al personaje» y arrebatarle su característica ingenuidad, «mostrando su lado más oscuro», lo que no habría gustado en Filmax; a esto se habrían sumado de nuevo problemas con el presupuesto, con lo que el proyecto terminaría yéndose a pique en el año 2001.
Filmax conservó el guion de Ulloa y en 2004 cedió los derechos a Alejandro Toledo, que provenía de la publicidad y los videoclips; la película llegó a presentarse esta vez en el Festival de Cannes, pero sin embargo el proyecto no siguió adelante.
Cuando se extinguió el contrato entre Víctor Mora y Filmax, apareció Pau Vergara —fundador de Maltés Producciones en 2002— quien había producido algunos documentales y estaba interesado en realizar su primer largometraje, en este caso sobre el personaje más emblemático del tebeo español. En diciembre de 2006 firmó el contrato con el creador y propietario de los derechos de autor, Víctor Mora, a través del cual se establecía la posibilidad de dirigir la película, durante un período de vigencia de los siguientes tres años. De conformidad con las cláusulas de dicho contrato (y estando próxima la expiración del mismo), se debía realizar la película en 2010, para lo cual fue designado —provisionalmente— Pau Vergara como director.

## Producción y rodaje

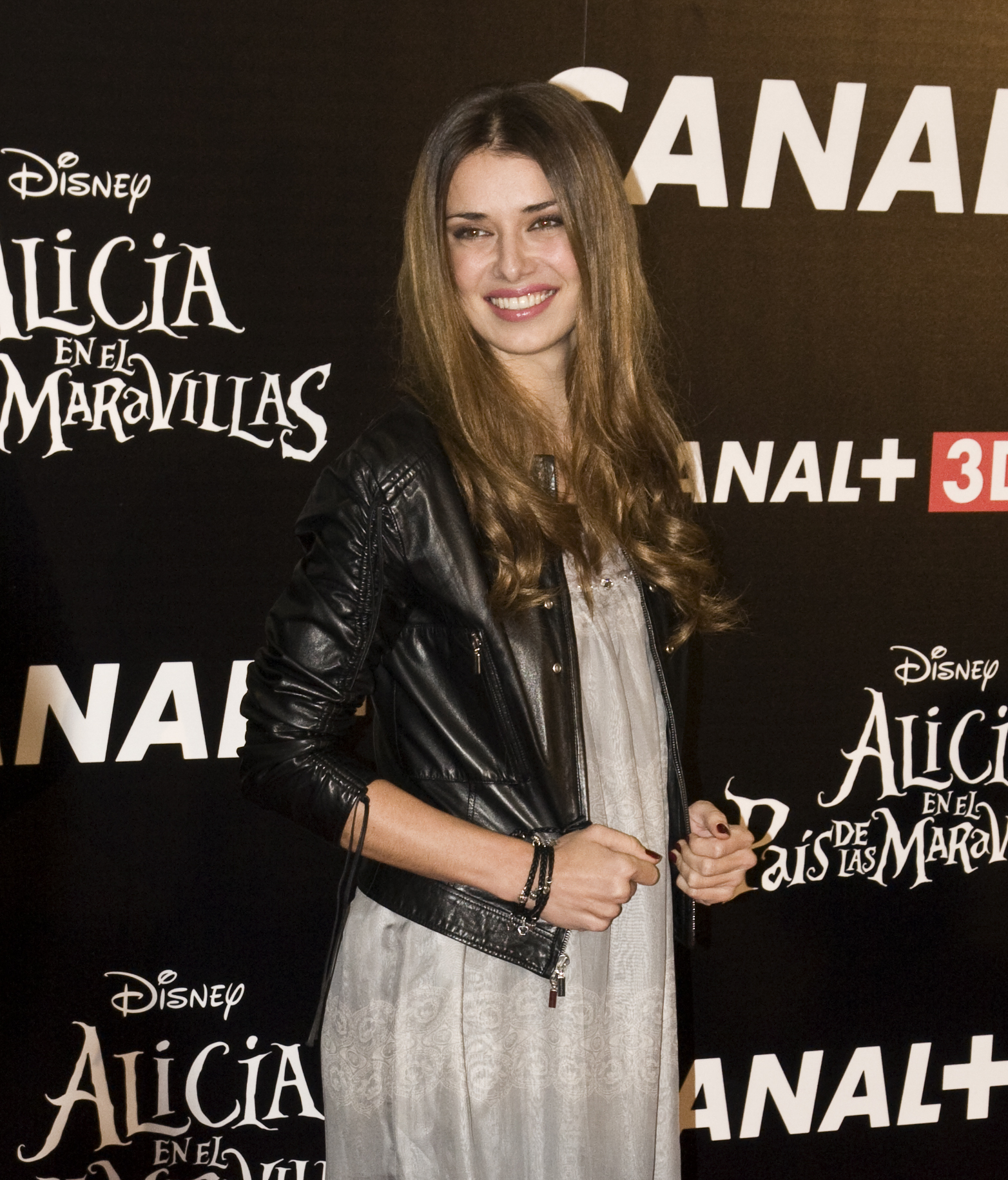
La actriz Natasha Yarovenko sustituyó a Elsa Pataky en el papel de Sigrid

En abril de 2010 se encargó la dirección del filme a Daniel Calparsoro, pero finalmente la tarea de dirección recayó sobre Antonio Hernández Núñez y el guion fue elaborado por Vergara. Los tres roles principales de la película se encomendaron, en un primer momento, a Álex González como Trueno y Elsa Pataky como Sigrid. No obstante, poco antes del comienzo del rodaje, y debido a sus compromisos en Los Ángeles relacionados con el rodaje de Fast & Furious 5, se produjo la defección de la actriz Elsa Pataky, cuyo personaje iría finalmente a manos de la joven actriz ucraniana Natasha Yarovenko. Por otra parte, el papel del Capitán Trueno terminó siendo tomado por el actor Sergio Peris Mencheta.
El rodaje comenzó el 16 de agosto de 2010 en El Escorial (Madrid) y se prolongó hasta finales de noviembre en diversas localizaciones: Baños de la Encina (Jaén), Aldea del Rey (Ciudad Real), Lagunas de Ruidera (Albacete), cueva de las Palomas de Yatova,  cueva Turche de Buñol, Abantos, Chulilla y playa de l’Ahuir de Gandía (Valencia), Saladar d'aigua amarga de Elche y Ciudad de la Luz en Alicante.
De la distribución se encargó la filial de Walt Disney en España, Walt Disney Motion Pictures Iberia. Contó asimismo con la participación de Televisión Española, Canal+, el Ministerio de Cultura (España) a través del ICO y la Generalitat Valenciana a través del Institut Valencià de l'Audiovisual i de la Cinematografia (IVAC).

## Críticas
El estreno de la película se produjo el 7 de octubre de 2011, aunque no fue bien recibido por la crítica. El País calificó a la película como una «deforme insensatez», señalando además la sobreactuación de muchos de los miembros del elenco, del que sólo salva a Peris-Mencheta. En Cinemania fue tachada como una «película catastrófica», además de destacar unos «lamentables» efectos especiales, las malas interpretaciones y una inadecuada coreografía de las secuencias de acción. En Fotogramas se menciona que ya desde el inicio la película «transmite una sensación de producto muerto», aunque le concede cierto interés para los aficionados al cómic. Enrique González Macho, el presidente de la Academia de las Artes y las Ciencias Cinematográficas de España, describió a la película como un «pestiño» en comparación con otro estreno de película de 2011 basado en una historieta, Las aventuras de Tintín: el secreto del Unicornio, declaraciones que generaron una fuerte réplica por parte de la productora de la película, la cual llegó a pedir incluso la dimisión de González Macho en caso de no rectificar.

## Sinopsis
El capitán Trueno es un caballero español en tiempos de la Tercera Cruzada que, junto a sus amigos Goliath y Crispín y su novia Sigrid, se dedica a recorrer el mundo en busca de aventuras.

## Reparto
El reparto de la película es el siguiente:
- Sergio Peris-Mencheta como el capitán Trueno.
- Natasha Yarovenko como Sigrid.
- Manuel Martínez como Goliath.
- Adrián Lamana como Crispín.
- Alejandro Jornet como Morgano.
- Gary Piquer como sir Black.
- Asier Etxeandia como Hassan.
- Jennifer Rope como Ariadna.[n. 1]
- Emilio Buale como Gentián.
- Roberto Álvarez como Martín.
- Jon Bermúdez como Txerran.
- Xavier Murua como Jador.
- Ramón Langa como Al Kathara.
- Antonio Chamizo como Adelbert.
- Jorge Galeano como Saturno.
- Natalia Rodríguez Arroyo como Venus